# جامع محمد الأمين (مسقط)
جامع محمد الأمين هو مسجد يقع في ولاية بوشر، محافظة مسقط في سلطنة عمان. اُفتتح في عام 2014. سُمي أيضاً بجامع بهوان على اسم مموليه الشخصيين.

## البناء
يقع جامع محمد الأمين بالقرب من الطريق السريع الجنوبي ويعتبر أعجوبة رخامية، بارتفاع 62.5 فوق سطح البحر في عمان. بدأ بناء المسجد عام 2008، وأنتهى عام 2014. جمع نشاط البناء مصممين، ومواد، وتقنيات، وفنانين، وموردين من أيران، وأيطاليا، وألمانيا، والنمسا، والهند، والمملكة المتحدة. يقع على مساحة 20.300 متر مربع. مساحة قاعة الصلاة الرئيسية هي 1.616 متر مربع وتستوعب 2.100 شخص. طول ثريات قاعة الصلاة الرئيسية 11 متر وثريات قاعة النساء 4.5 متر، طليت بالذهب قراط 24 وكرستالات سواروفسكية. يحتوي المسجد على مجموع 3.000 متر مربع من الأعمال الفنية الحجرية اليدوية على شكل أنماط وخطوط إسلامية.
تتميز المساحات الداخلية بأسلوب عماني معاصر مع الخشب المنحوت الأنيق المتميز بالرخام الابيض.